# Massicus trilineatus
Massicus trilineatus är en skalbaggsart som först beskrevs av Maurice Pic 1933. Massicus trilineatus ingår i släktet Massicus, och familjen långhorningar.
Artens utbredningsområde är Laos. Inga underarter finns listade i Catalogue of Life.